# Star Wars: Clone Wars
Pour les articles homonymes, voir Guerre des clones (homonymie).
Cet article concerne la série d'animation sous forme de dessin animé Star Wars: Clone Wars. Pour la série d'animation en images de synthèse, voir Star Wars: The Clone Wars (série télévisée d'animation). Pour le film d'animation, voir Star Wars: The Clone Wars.
Star Wars: Clone Wars est une série d'animation américaine en 25 épisodes, créée par Genndy Tartakovsky et diffusée entre le 7 novembre 2003 et le 25 mars 2005 sur Cartoon Network.
L'action se déroule dans l'univers Légendes de la saga Star Wars. L'histoire débute à la fin de l'épisode II et s'arrête tout juste avant le début de l'épisode III. Elle se déroule durant la Guerre des clones.
En France, la série a été diffusée à partir du 10 novembre 2003 sur Cartoon Network puis sur M6 à partir du 8 mai 2005 dans l'émission M6 Kid ; elle fut ensuite rediffusée intégralement le 16 mai 2005 sur M6.
Clone Wars est née de la volonté de George Lucas de faire le lien entre les épisodes II et III.

## Scénario
La première partie (saisons 1 et 2) se déroule peu de temps après le début de la Guerre des clones (Anakin est toujours un apprenti Jedi (padawan) et lui et Obi-Wan Kenobi arborent le même « look » que dans L'Attaque des Clones) et relatent les exploits de la République lors des combats contre les Séparatistes. Les chevaliers Jedi les plus populaires de la série sont vus en action dans des affrontements dantesques (Yoda, Obi-Wan Kenobi, Mace Windu, Kit Fisto, Luminara Unduli, Barris Offee). Bien que la série n'apporte que peu d'informations supplémentaires à la saga de Star Wars, on note tout de même l'apparition d'une Jedi Noire, Asajj Ventress, élève prometteuse du Comte Dooku qui reçoit pour mission de traquer et tuer Anakin Skywalker. Un duel les oppose sur un temple Massassi de Yavin IV et Anakin, laissant parler sa colère, finit par la terrasser violemment, se rapprochant de ce fait un peu plus du Côté Obscur. Les dernières minutes de cette première partie (soit l'épisode 10 de la saison 2 lors de sa diffusion sous forme d'épisodes distincts) introduisent pour la première fois le général Grievous, personnage principal de La Revanche des Sith et le présentent comme un adversaire redoutable, maniant plusieurs sabres laser avec efficacité et capable de terrasser à lui seul plusieurs Jedi confirmés. La première partie se termine sur la menace nouvelle que représente Grievous.
La seconde partie (saison 3) montre la promotion d'Anakin Skywalker au rang de chevalier Jedi. Durant la cérémonie l'apprenti est entouré par les membres du conseil Jedi et après un court discours du maître Yoda, sa natte - symbole de son rang de padawan - est coupée. L'action avance alors de plusieurs années et laisse supposer que les combats ont fait rage durant toute cette période (Anakin hérite d'une cicatrice au visage en même temps que d'une réputation de héros). On suit alors parallèlement la mission d'Anakin et Obi-Wan sur la planète Nelvaan et la capture du chancelier Palpatine par Grievous sur Coruscant. Les Jedi présents sur Coruscant, dont Shaak-Ti, tentent de l'arrêter mais le général Grievous parvient à rejoindre son vaisseau avec son prisonnier et à quitter la planète. Au même moment, Anakin et Obi-Wan sont informés de la capture du chancelier et sont appelés en renfort d'urgence. Les événements de cette seconde partie s'arrêtent exactement là où commencent ceux de La Revanche des Sith.

## Fiche technique
- Titre original et français : Star Wars: Clone Wars
- Création : Genndy Tartakovsky, Henry Gilroy et George Lucas
- Réalisation : Genndy Tartakovsky
- Direction artistique : Paul Rudish et Scott Wills
- Musique : Paul Dinletir et James L. Venable
- Casting : Collette Sunderman
- Production : Shareena Carlson et Geraldine Symon
  - Production déléguée : Genndy Tartakovsky, Claudia Katz, George Lucas, Rick McCallum et Brian A. Miller
- Sociétés de production : Cartoon Network, Lucasfilm et Rough Draft Studios
- Société de distribution (télévision) : Cartoon Network
- Pays d'origine :  États-Unis
- Langue originale : anglais
- Format : couleur - 35 mm - 1,78:1 - son stéréo
- Genre : série d'animation, science-fiction
- Durée : saisons 1 et 2 : 19 épisodes de 3 minutes et 1 épisode de 20 minutes, saison 3 : 5 épisodes de 12 minutes

## Distribution

### Voix originales
- Mat Lucas : Anakin Skywalker
- James Arnold Taylor : Obi-Wan Kenobi
- Tom Kane : Yoda
- Terrence T.C. Carson : Mace Windu, Saesee Tiin
- Anthony Daniels : C-3PO
- Corey Burton : Comte Dooku, San Hill
- Grey DeLisle : Padmé Amidala, Asajj Ventress et Shaak Ti
- Nick Jameson : Palpatine / Dark Sidious
- André Sogliuzzo : Soldats clones, Capitaine Typho
- John DiMaggio puis Richard McGonagle : Général Grievous
- Daran Norris : Ki-Adi-Mundi

### Voix françaises
- Emmanuel Garijo : Anakin Skywalker
- Bruno Choël : Obi-Wan Kenobi
- Jean Lescot : Yoda
- Jean-Paul Pitolin : Mace Windu
- Roger Carel : C-3PO
- Jean-Claude Donda : San Hilll, K'Kruhk
- Bernard Dhéran : Comte Dooku
- Laura Blanc : Asajj Ventress
- Georges Claisse : Palpatine / Dark Sidious
- Pascal Massix : Soldats clones, Agen Kolar, scientifique en chef du Techno Syndicat
- Sylvie Jacob : Padmé Amidala
- Bernard Dhéran puis Pascal Renwick : Général Grievous
- Mathias Kozlowski puis Frantz Confiac : Capitaine Typho
- Jean-Michel Martial : Saesee Tiin
- Yves-Henri Salerne : Ki-Adi-Mundi
- Géraldine Asselin : Shaak Ti
- Thierry Murzeau : Barrek
- Denis Boileau : Qui-Gon Jinn, Oppo Rancisis

- Version française :
  - Société de doublage : Dubbing Brothers
  - Direction artistique : Danièle Bachelet
  - Adaptation des dialogues : Michel Berdah

 Source et légende : version française (VF) sur RS Doublage et Planète Jeunesse

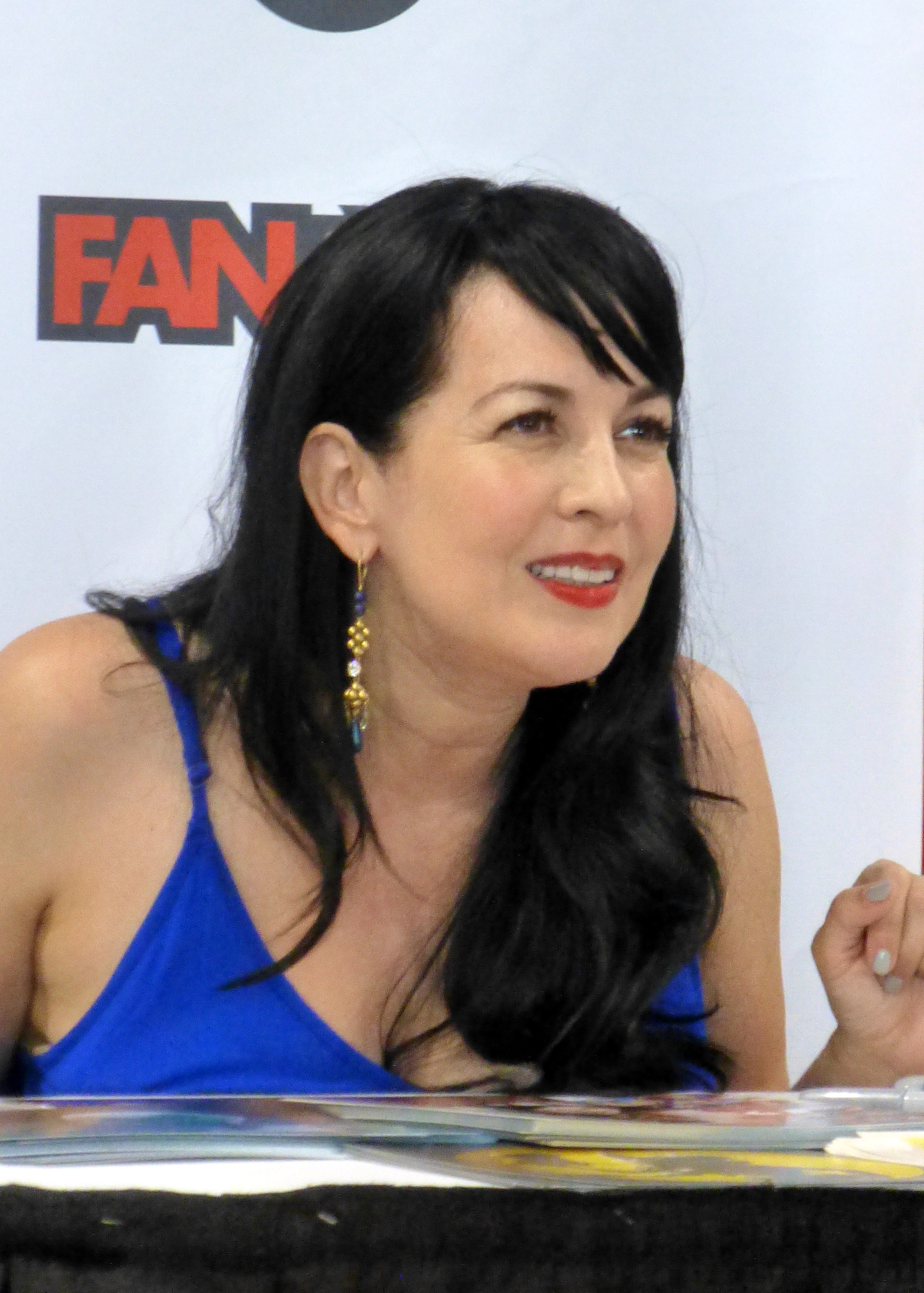
Grey DeLisle en 2015.
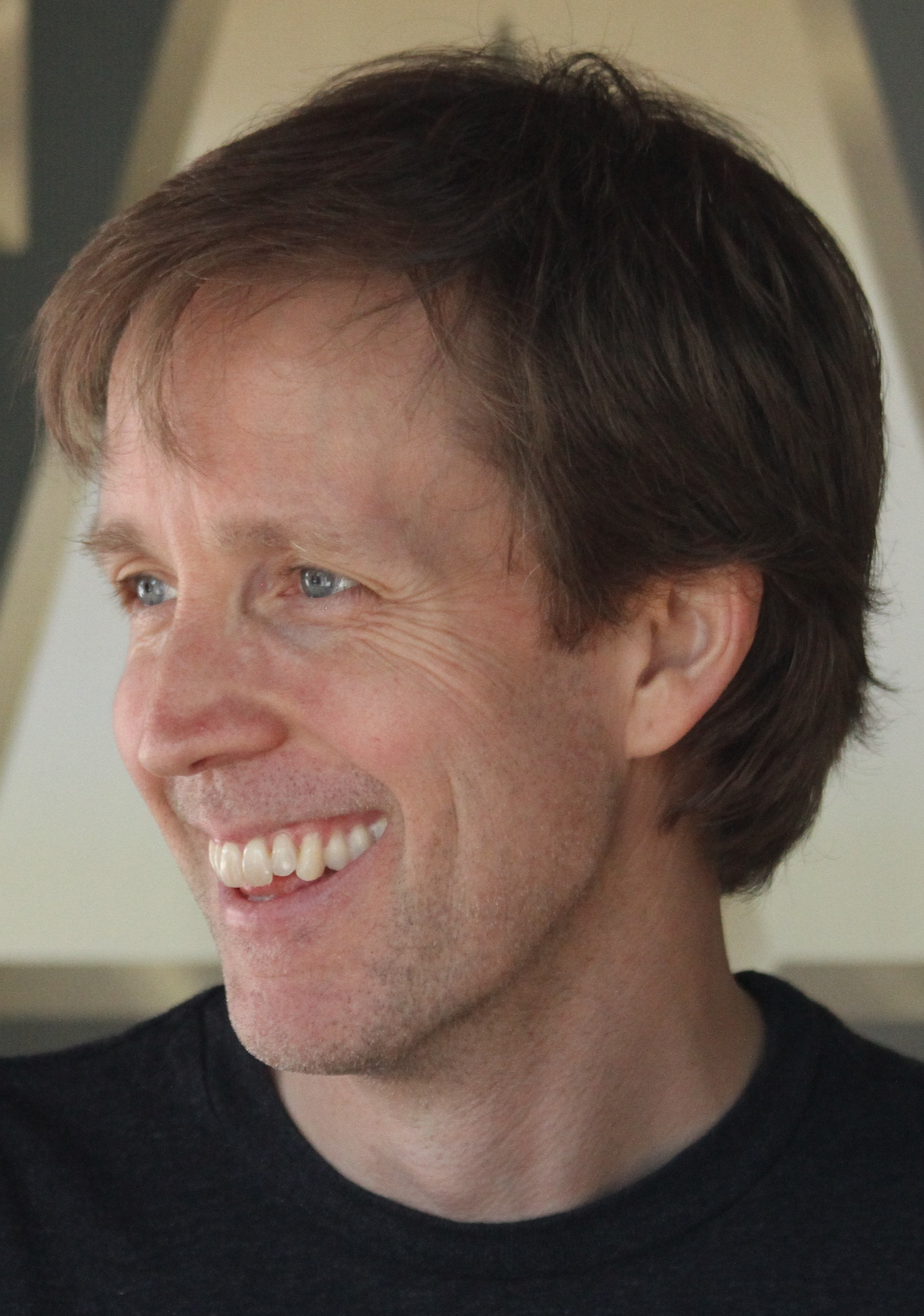
James Arnold Taylor en 2012.
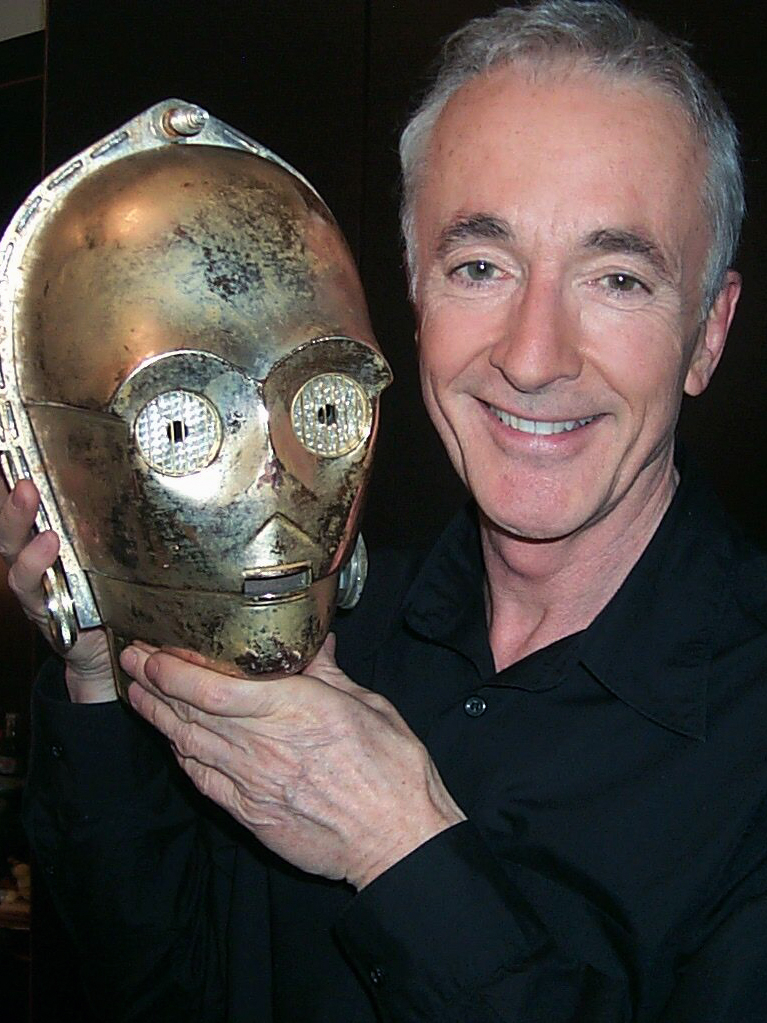
Anthony Daniels en 2005.
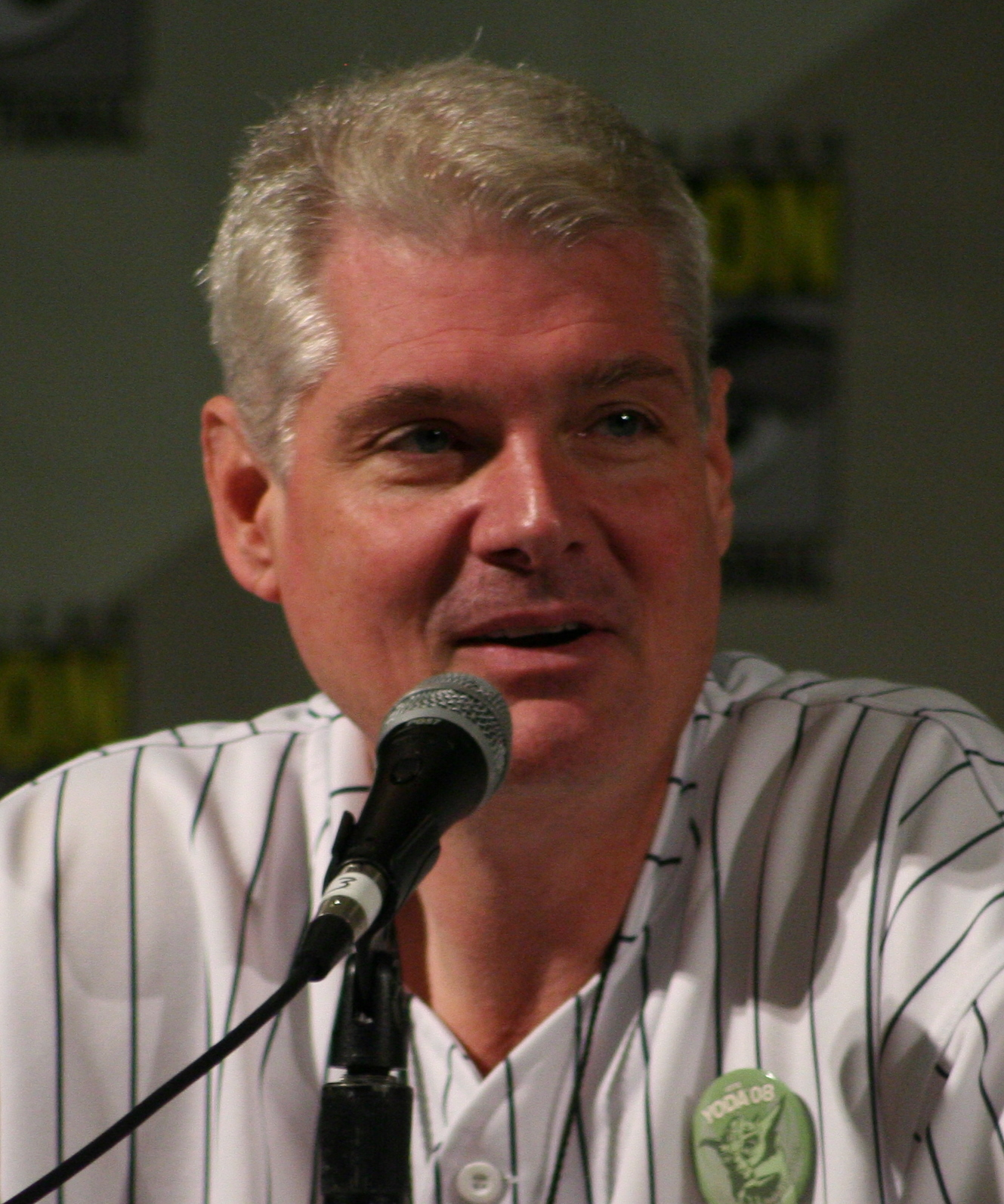
Tom Kane en 2008.
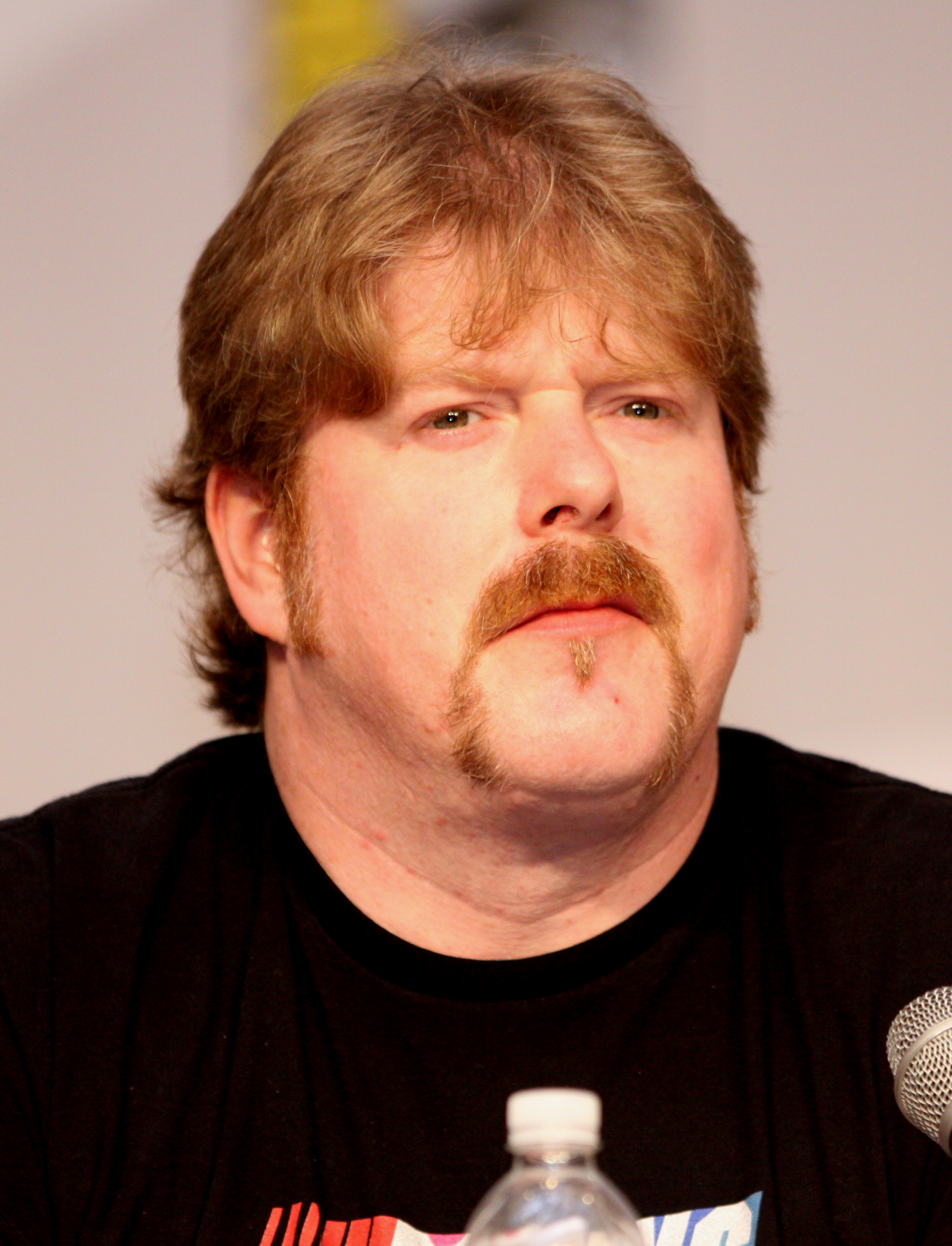
John DiMaggio en 2010.

## Production

### Univers étendu légendes
À la suite du rachat de la société Lucasfilm par The Walt Disney Company, tous les éléments racontés dans les produits dérivés datant d'avant le 26 avril 2014 ont été déclarés comme étant en dehors du canon et ont été regroupés sous l’appellation « Star Wars Légendes ».

### Développement
La série a été produite par Genndy Tartakovsky et emploie un style d'animation semblable aux deux autres séries animées qu'il a créées, Samouraï Jack et Le Laboratoire de Dexter.
Tartakovsky a révélé dans les commentaires du DVD du volume 1 qu'il a volontairement animé C-3PO avec des yeux expressifs mobiles pour rendre hommage aux animateurs et au style d'animation de Nelvana, la société de production qui a produit la partie animation de Au temps de la guerre des étoiles ainsi que la série Droïdes : Les Aventures de R2-D2 et C-3PO.

## Produits dérivés

### DVD
D'abord diffusés séparément, les épisodes ont par la suite été montés ensemble, proposant ainsi deux épisodes d'une heure chacun se déroulant à trois ans d'intervalle. Le volume 1 regroupe l'intégrale des saisons 1 et 2 et le volume 2 l'intégrale de la saison 3.
| Intitulé du coffret              | Support | Nombre de disques | Date de sortie aux États-Unis | Date de sortie en France | Éditeur          |
| -------------------------------- | ------- | ----------------- | ----------------------------- | ------------------------ | ---------------- |
| Star Wars: Clone Wars - Volume 1 | DVD     | 1                 | 22 mars 2005                  | 27 avril 2005            | 20th Century Fox |
| Star Wars: Clone Wars - Volume 2 | DVD     | 1                 | 6 décembre 2005               | 30 novembre 2005         | 20th Century Fox |

### Bandes dessinées
Deux séries de bandes dessinées, intitulées Star Wars: Clone Wars et Star Wars: Clone Wars Épisodes, ont été éditées par Dark Horse Comics aux États-Unis. En France, les séries ont été éditées par la maison d'édition Delcourt.
| 1. La défense de Kamino (The Defense of Kamino), paru le 9 juillet 2003 aux États-Unis (ISBN 978-1-5697-1962-6) et le 21 avril 2004 en France (ISBN 978-2-8478-9331-1) ; 2. Victoires et sacrifices (Victories and Sacrifices), paru le 26 novembre 2003 aux États-Unis et le 16 juin 2004 en France ; 3. Dernier combat sur Jabiim, paru le 16 août 2004 (ISBN 978-2-8478-9492-9) ; 4. Lumière et Ténèbres, paru le 27 septembre 2004 (ISBN 978-2-8478-9511-7) ; 5. Les Meilleures Lames, paru le 22 décembre 2004 (ISBN 978-2-8478-9687-9) ; 6. Démonstration de force, paru le 30 mai 2005 (ISBN 978-2-8478-9799-9) ; 7. Les Cuirassés de Rendili, paru le 24 août 2005 (ISBN 978-2-8478-9873-6) ; 8. Obsession, paru le 28 septembre 2005 (ISBN 978-2-8478-9866-8) ; 9. Le Siège de Saleucami, paru le 23 octobre 2005 (ISBN 978-2-8478-9965-8) ; 10. Épilogue, paru le 30 juin 2006 (ISBN 978-2-7560-0255-2). | 1. Heavy Metal Jedi, paru le 28 novembre 2005 (ISBN 978-2-7560-0004-6) ; 2. L'Aventure des Jedi, paru également le 28 novembre 2005 (ISBN 978-2-7560-0005-3) ; 3. Un Jedi pour une bataille, paru également le 28 novembre 2005 (ISBN 978-2-7560-0006-0) ; 4. À vos ordres !, paru également le 28 novembre 2005 (ISBN 978-2-7560-0007-7) ; 5. Jedi en danger !, paru le 27 mars 2006 (ISBN 978-2-7560-0193-7) ; 6. La Chute des Jedi, paru le 2 novembre 2006 (ISBN 978-2-7560-0619-2) ; 7. Jedi sans peur, paru le 9 mai 2007 (ISBN 978-2-7560-0971-1) ; 8. Tueurs de Jedi, paru le 28 novembre 2007 (ISBN 978-2-7560-1148-6) ; 9. Pas d'issue pour les Jedi, paru le 4 juin 2008 (ISBN 978-2-7560-1292-6) ; 10. Jedi, clones et droïdes, paru le 24 septembre 2008 (ISBN 978-2-7560-1438-8). |

## Univers de la série
Les personnages, vaisseaux et véhicules de la République galactique sont précédés du logo , ceux de la Confédération des systèmes indépendants du logo .

### Personnages principaux
- Anakin Skywalker : annoncé comme étant l'élu d'une ancienne prophétie qui apportera l'équilibre à la Force, Anakin est un jeune Jedi doté de dons surprenants. Mais il se bat également contre sa colère et garde des secrets qu'il dissimule au conseil Jedi. Pour maître Yoda, le destin d'Anakin demeure obscur, tel qu'il l'était déjà lorsqu'il était un petit garçon[32].
- Obi-Wan Kenobi : ancien maître d'Anakin, Obi-Wan Kenobi est un excellent sabreur et négociateur. Bien qu'il participe aux combats, il n'aime pas la guerre et cherche obstinément des solutions pacifiques à tout conflit. Anakin devient ensuite devenu un chevalier Jedi avec sa propre apprentie. Mais Obi-Wan se préoccupe encore de son ancien apprenti et tente de l'aider à se détacher de ses émotions sans pour autant perdre sa compassion[32].
- Soldats clones : génétiquement conçus à l'identique, produits et entraînés sur Kamino, les soldats clones défendent la République par millions, luttant contre l'armée droïde Séparatistes sur des milliers de mondes déchirés par la guerre. Ils passent leur vie entourés par d'autres soldats ayant le même visage et développent des liens solides, ce qui les rend très efficaces dans les combats. Cependant, ils sont formés pour remplir leurs missions à tout prix, tout en ignorant qu'ils sont la clé de la fin de la République et de l'ordre Jedi[32].

- Comte Dooku / Dark Tyranus : commandant suprême des Séparatistes, Dooku quitte l'ordre Jedi dans un désir d'obtenir plus de puissance. Il se tourne alors vers le Côté obscur de la Force. Il porte secrètement le nom de Dark Tyranus et obéit aux ordres de son mystérieux maître : Dark Sidious[32].
- Asajj Ventress : assassin formé au Côté obscur de la Force par le comte Dooku, Ventress brûle d'impatience d'être vue comme une véritable Sith et rêve du jour où elle tuera Obi-Wan Kenobi et Anakin Skywalker. Elle est constamment mise au défi et répond d'une rage animale, ce qui facilite son passage vers le Côté obscur et la rend particulièrement dangereuse, aussi bien pour ses alliés que pour ses ennemis[32].
- Général Grievous : ancien seigneur de guerre du peuple Kaleesh, Grievous est désormais plus une machine que de la chair, avec des compétences au sabre laser qui font de lui l'égal d'un Jedi. Il déteste ces derniers et prend les sabres de ceux qu'il tue en guise de trophée[32].
- Droïdes de combat : machines simples et robustes, construites par millions par les Séparatistes dans des usines secrètes et expédiés afin d'attaquer les planètes fidèles de la République galactique. Les soldats clones surnomment les droïdes de combat « les boîtes de conserve », malgré le fait que beaucoup d'entre eux trouvent la mort par leurs armes[32].

### Vaisseaux
- Croiseur Jedi : grâce à sa polyvalence, le croiseur Jedi est l'épine dorsale de l'armée de la République. Pouvant transporter environ 7 400 personnes, ce navire de guerre est capable de servir de transporteur pour les chasseurs, d'attaquer les vaisseaux ennemis, ou encore d'atterrir sur des planètes déchirées par la guerre afin de déposer des troupes au sol[33].
- Chasseur Jedi : vedette de la République, le chasseur Jedi, avec son droïde astromécanicien, est très maniable, léger et rapide. Cependant, à cause de sa petite taille, il a besoin d'un anneau hyperdrive afin de partir en hyperespace[33].
- Droïde Vautour : ce chasseur des Séparatistes, qui n'a pas de pilote mais un cerveau-droïde, est spécialisé dans l'attaque et l'interception des ennemis. Il est une proie facile lorsqu'il est seul, mais en groupe, ils donnent du fil à retordre aux pilotes clones[33].
- Frégate Séparatiste : ces frégates sont des redoutables vaisseaux ennemis pour les croiseurs Jedi grâce à leurs deux boucliers avant et leurs deux canons laser lourds. Ils permettent de transporter environ 150 000 droïdes de combat. En revanche, ils sont particulièrement fragiles à l'arrière[33].
- Barge de transport Séparatiste : la conception de ces transports géants fut empruntée aux barges de transport de la Fédération du commerce. Ce nouveau véhicule de transport est équipé pour transporter des armées massives de droïdes et des véhicules au sol afin de lancer des assauts sur les mondes loyaux à la République[33].

## Autres
- La lune Yavin 4 sur laquelle Anakin combat Asajj Ventress est celle sur laquelle se cachent les Rebelles dans Un nouvel espoir. D'ailleurs le temple Massassi, théâtre de l'affrontement, est celui dans lequel est établie leur base militaire.
- C'est la première fois que le spectateur assiste à une cérémonie d'adoubement d'un chevalier Jedi.
- La cicatrice qu'Anakin a sur le visage à partir de la seconde partie de la série lui a été faite par Asajj Ventress. Cet incident est relaté dans le volume 9 de la série de bandes dessinées Clone Wars. Cette cicatrice est visible dans l'épisode III.
- Alors que le général Grievous tente de s'enfuir de Coruscant, Mace Windu utilise la force pour broyer sa cage thoracique. À partir de ce moment, Grievous est pris d'une toux incontrôlable. On pourrait donc en déduire que cette toux - que l'on entend à de nombreuses reprises dans La Revanche des Sith - provient de cet affrontement.

## Distinctions

### Récompenses
| Année | Récompense  | Catégorie                               | Récipiendaire               | Réf.   |
| ----- | ----------- | --------------------------------------- | --------------------------- | ------ |
| 2004  | Emmy Award  | Meilleur court métrage                  | Clone Wars (saisons 1 et 2) | [ 34 ] |
| 2005  | Emmy Award  | Meilleur court métrage                  | Clone Wars (saison 3)       | [ 35 ] |
| 2005  | Emmy Award  | Meilleur design d'une série d'animation | Justin Thompson             | [ 35 ] |
| 2006  | Annie Award | Meilleure production d'animation        | Clone Wars (saison 3)       | [ 36 ] |

### Nominations
| Année | Récompense                                         | Catégorie       | Récipiendaire               | Réf.   |
| ----- | -------------------------------------------------- | --------------- | --------------------------- | ------ |
| 2004  | Academy of Science Fiction, Fantasy & Horror Films | Meilleure série | Clone Wars (saisons 1 et 2) | [ 36 ] |